# Richard Birthler
Richard Birthler (* 7. Februar 1914 in Neuhäusel; † 15. Juni 1991 in Schwedt) war ein deutscher Ingenieur und Forscher.

## Leben
Birthler ist 1914 in Neuhäusel geboren. Von 1932 bis 1936 absolvierte er ein Studium an der Deutschen Technischen Hochschule Brünn. Auf seine Assistenzzeit folgte in Brünn schließlich 1939 die Promotion. Er beantragte am 29. Juni 1939 die Aufnahme in die NSDAP und wurde rückwirkend zum 1. April desselben Jahres aufgenommen (Mitgliedsnummer 7.070.703). Nach dem Zweiten Weltkrieg war er als Betriebsleiter im Braunkohlenbenzinwerk in Magdeburg tätig. 1947 begann er als Technischer Direktor im VEB „Otto Grothewohl“ Böhlen zu arbeiten. Bereits in dieser Zeit entwickelt Birthler ein Verfahren zur Herstellung von hochwertigem Treibstoff, was bereits 1952 durch den Titel Verdienter Erfinder und 1955 durch den Titel Verdienter Techniker des Volkes gewürdigt wurde. 1963 wurde Birthler zum Leiter des Anfahrstabes der ersten Aufbaustufe im Erdölverarbeitungswerk in Schwedt berufen. Das Unternehmen ist heute unter dem Namen PCK-Raffinerie GmbH bekannt. Durch diesen Einzelvertrag mit der Regierung wurden ihm eine Menge Privilegien zugesprochen. Dazu gehörten beispielsweise ungewöhnlich hohe Ruhestandsbezüge, das Anrecht günstig und ohne Wartezeit ein Auto zu kaufen und die freie Studienplatzwahl für alle Kinder. In seiner Forschungsarbeit konzentrierte sich Birthler gemeinsam mit József Varga (1891–1956) auf die Hydriertechnologie für schwere Erdölfraktionen. So gelang es den beiden ein Verfahren zur hydrierenden Verarbeitung von abgetoppten Rückständen schwerer schwefelhaltiger Erdöle zu entwickeln. Dieses Verfahren wurde unter dem Namen Varga-Verfahren patentiert. Dafür wurde Birthler 1963 mit dem Nationalpreis der DDR II. Klasse für Wissenschaft und Technik ausgezeichnet. Außerdem untersuchte er den Einfluss von Platin-Katalysatoren beim Reforming-Prozess, was den Einsatz dieser Katalysatoren in ostdeutschen Erdölanlagen förderte. Während seiner Beschäftigung im Unternehmen bis ins Jahr 1979 war er als Produktionsbegleiter und wissenschaftlicher Berater der Werksleitung Begleiter des Aufbaus des Raffineriestandortes in Schwedt.
Richard Birthler hatte drei Kinder, sein ältester Sohn ist der ehemalige Politiker Wolfgang Birthler.

## Ehrungen
- 1952 Verdienter Erfinder
- 1955 Verdienter Techniker des Volkes
- 1956 Vaterländischer Verdienstorden in Bronze[9]
- 1963 Nationalpreis der DDR II. Klasse für Wissenschaft und Technik
- 1964 Held der Arbeit[10]